# Nina Ricci
Nina Ricci pe numele său Maria Adélaïde Nielli (n. 14 ianuarie 1883, Turin Italia - d. 30 noiembrie 1970, Paris) a fost o creatoare franceză de modă de origine italiană.